# Shimano
K.K. Shimano (japanisch 株式会社シマノ, Kabushiki-gaisha Shimano, englisch Shimano Inc.) ist ein japanischer Hersteller von Fahrradkomponenten und -zubehör, Angel- und Snowboard-Produkten sowie Kaltschmiedeteilen. Shimano ist weltweiter Marktführer vieler mechanischer Fahrradteile, speziell Antriebs- und Schaltgruppen. Knapp vier Fünftel des Umsatzes erwirtschaftet Shimano mit Fahrradkomponenten und knapp ein Fünftel mit Angelzubehör (Ruten und Rollen). Sonstige Produkte tragen weniger als ein Prozent zum Umsatz bei.

## Geschichte
Das Unternehmen wurde 1921 als Shimano Tekkōjo (島野鉄工所, engl. Shimano Iron Works) von Shōzaburō Shimano (島野 庄三郎) in Sakai gegründet. 1931 begann Shimano mit dem Export seiner Freilaufnaben. Mit der amtlichen Änderung der Firma in eine Aktiengesellschaft 1940 änderte das Unternehmen seinen Namen in K.K. Shimano Tekkōjo (株式会社島野鉄工所, engl. Shimano Iron Works Co., Ltd.).
1951 wurde der Name des Unternehmens in Shimano Kōgyō K.K. (島野工業株式会社, engl. Shimano Industrial Co. Ltd.) geändert. Mit der Vorstellung einer Dreigang-Nabenschaltung auf der International Toy and Cycle Show in New York 1961 stieg Shimano in den Schaltungsmarkt ein.
Zur Ausweitung des Produktspektrums begann Shimano 1970 mit der Herstellung der ersten Angelrollen (DUX). 1971 feierte das Unternehmen sein 50-jähriges Bestehen. Noch im selben Jahr wurde die Shimano Adachi Co. Ltd. gegründet, die die ersten Angelruten herstellten.
Shimano Europa eröffnete 1972 seine europäische Zentrale in Düsseldorf. Im Januar 2017 zog die europäische Tochter in eine neue Europa-Zentrale in Eindhoven.
1973 wurde die hochwertige Dura-Ace-Serie für Rennräder gestartet, die noch heute als Shimanos Top-Produkt bei Rennrädern geführt wird. Der Verkauf von Angelgeräten in Europa begann 1974. 1977 wurde erstmals Kevlar bei der Rutenproduktion eingesetzt, und 1980 startete die Produktion der ersten Aero-Rollen. Die Mountainbike-Gruppe Deore XT wurde 1982 erstmals vorgestellt. 1988 stieg Shimano mit der Shimano Cycling Footwear in den Markt für Fahrradschuhe ein, die 1990 mit der Vorstellung des Klickpedals für Mountainbikes (SPD, Shimano Pedaling Dynamics) die bei Rennrädern eingeführte Technik erfolgreich in den Mountainbike-Markt übertrug. 1991 wurde der Unternehmensname letztmals geändert in K.K. Shimano (株式会社シマノ).
Mit der Einführung der Golf Division 1999 versuchte Shimano im boomenden Golfmarkt Fuß zu fassen und sein Sortiment weiter auszuweiten. Nach nur fünf Jahren wurde 2004 die Produktion von Golf-Ausrüstung wieder eingestellt.
Durch den weltweiten Fahrrad-Boom, verursacht durch die Covid-19-Krise, aber auch durch die Fortführung der positiven Entwicklung des Fahrradfahrens in den meisten europäischen Wirtschaftsmärkten führte zu einem immensen Anstieg der Nachfrage nach Fahrradteilen. Shimano teilte 2020 mit, dass die enorme Nachfrage die Produktionsplanungen des Konzerns um ein Vielfaches überschritten hätten und bereits die Rohmaterial-Produktion durch die Pandemie teilweise ausgefallen war. „Unternehmensweit“ würden Strukturen geschaffen, um die Produktion ausweiten und die Lieferketten besser kontrollieren zu können. Für 2021 kündigte Shimano an, die Produktion um das 1,5-fache zu 2020 zu erweitern.

## Entwicklungen in der Fahrradsparte
Insbesondere bei Schaltungsgruppen für Fahrräder hat Shimano eine überragende Marktstellung und ist Weltmarktführer in allen Preiskategorien. Während die Firma sich anfangs auf den preiswerten Sektor konzentrierte und mit großen Stückzahlen sowie extrem preiswerten Modellen Konkurrenz verdrängte, beherrscht sie heute bei allen Fahrradkomponenten den Markt.
Die Spitzengruppen sind traditionell die XT(R) für Mountainbikes und die Dura Ace für den Radrennsport auf Bahn und Straße. Shimano hat als erster Hersteller jeweils komplett aufeinander abgestimmte Gruppen aus Schaltwerk, Zahnkranz (oder Nabenschaltung bei City-Rädern), Umwerfer, Kurbelgarnitur, Lagern und Bremsen sowie Schalt- und Bremshebeln einer Leistungsklasse eingeführt, die sich aber auch teilweise untereinander kombinieren lassen. Dazu gibt es passende Fahrradcomputer und Pflegemittel.
Die Weiterentwicklung des vom japanischen Konkurrenten Suntour eingeführten indexierten Schaltens u. a. für den Massenmarkt sowie die Einführung von „Hyperglide“-Zahnkränzen und -Ketten war ein technischer Meilenstein für moderne und einfach zu bedienende Fahrradschaltungen.

### Fahrradtechnik und Kompatibilität
Shimano entwickelte immer wieder Neuerungen in der Antriebs- und Bremstechnik, die sich dann im gesamten Fahrradmarkt durchsetzten. Anfang der 1990er brachte Shimano die erste Brems-Schaltkombination, die Brems-Schalthebel Shimano Total Integration (STI) auf den Markt. In abgewandelter Form ist diese Technik heute Standard bei allen Herstellern von Rennradgruppen.
Während bis Ende der 1990er Jahre fast alle Shimano-Antriebsteile, auch Rennrad mit MTB-Gruppen, untereinander kombinierbar waren, ist dies seit der Einführung von 9-fach-Schaltwerken nicht mehr gegeben. Die Rennrad-Antriebsteile der konkurrierenden Hersteller Campagnolo und Shimano waren bis zu den 9-fach-Gruppen technisch kompatibel, auch wenn beide Hersteller empfahlen, nur eigene Komponenten zu verwenden. Shimano 6- bis 8-fach-Systeme, 9-fach-, 10-fach- und 11-fach-Systeme sind untereinander nicht kompatibel, jedoch innerhalb der jeweiligen Gruppen. Bei den hinteren Antriebskomponenten für Rennradgruppen sind alle rechten Schalt-/Bremshebel, Schaltwerke, Kassetten und Ketten der Zehnfachgruppen, auch aktuelle mit Vorgängerversionen, untereinander kompatibel (Ausnahmen bei einigen Kassetten). Bei den linken Schalt-/Bremshebeln und Umwerfern der Gruppen 5700 (Gruppe 105), 6700 (Ultegra), 6600 (Ultegra) und 7800 (Dura-Ace) sind alle untereinander kompatibel.
Bei der Kompatibilität von Kurbeln und Ketten gilt: Alle Zweifachkurbeln für Shimano-Zehnfach-Systeme (aktuelle wie Vorgänger-Versionen) sind fahrbar mit Ketten der Gruppen 5600, 6600, 5700, 6700, 7800 und 7900. Kompatibilität mit fremden Marken besteht nicht mehr. Die Kettenhersteller bemühen sich, Universalketten für alle Hersteller bereitzustellen, dies gelingt aber nicht in allen Fällen.
Bei neueren Gruppen ab 105 lässt sich der jeweilige Bremshebel um 10 Millimeter in der Griffweite verstellen, was Fahrern mit unterschiedlichen Handgrößen gerecht werden soll.

### Hydrauliksysteme
Die 105er-Gruppe ab dem Jahr 2014 kann auch mit mechanisch-hydraulischen Brems-Schalthebeln (STIs) bezogen werden. Ein kleiner Mineralölzylinder und das Bremssystem sind in den mechanischen Hebel integriert.

### Baugruppenserien für Rennräder/Gravel

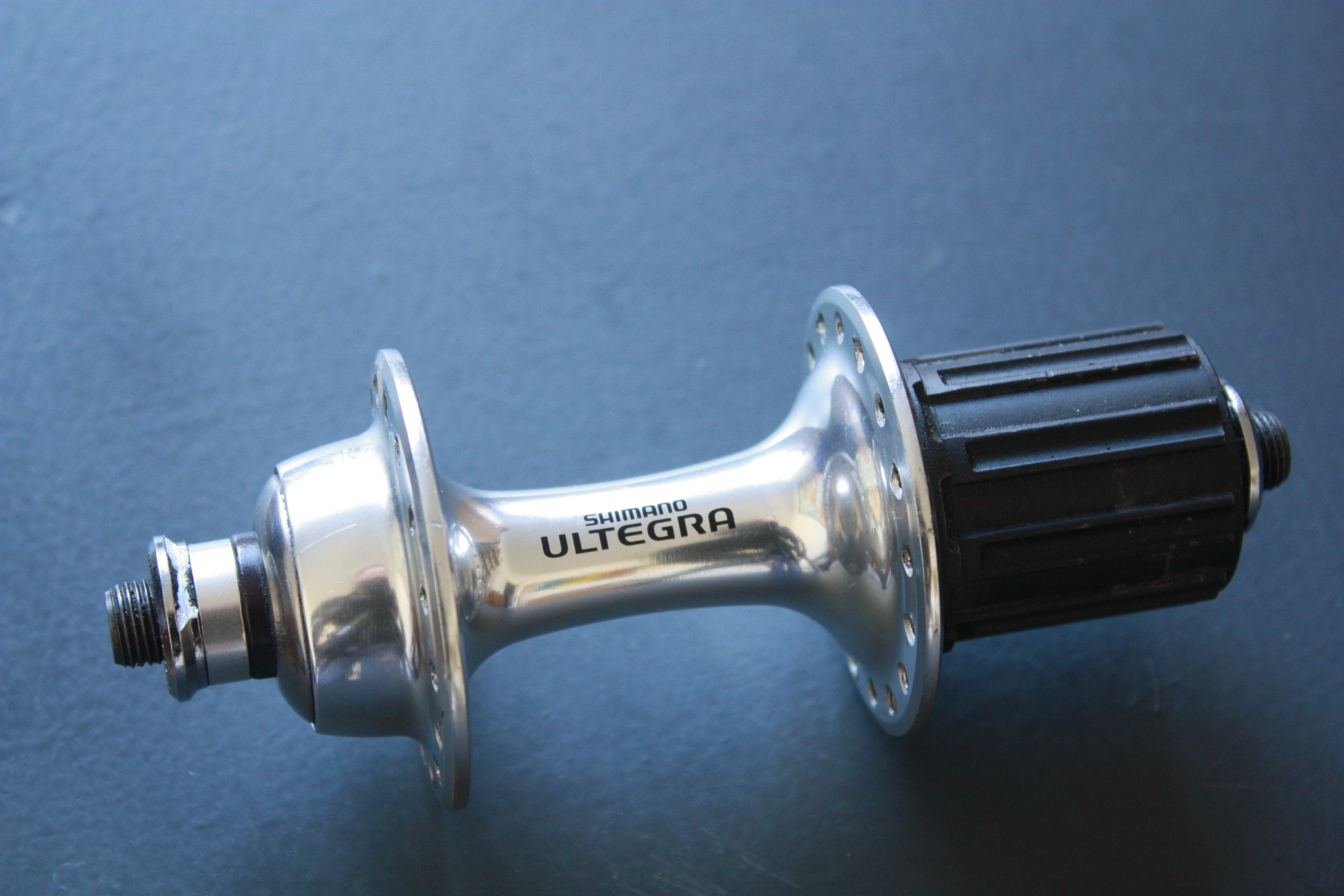
Shimano-Ultegra-Hinterradnabe FH-6500

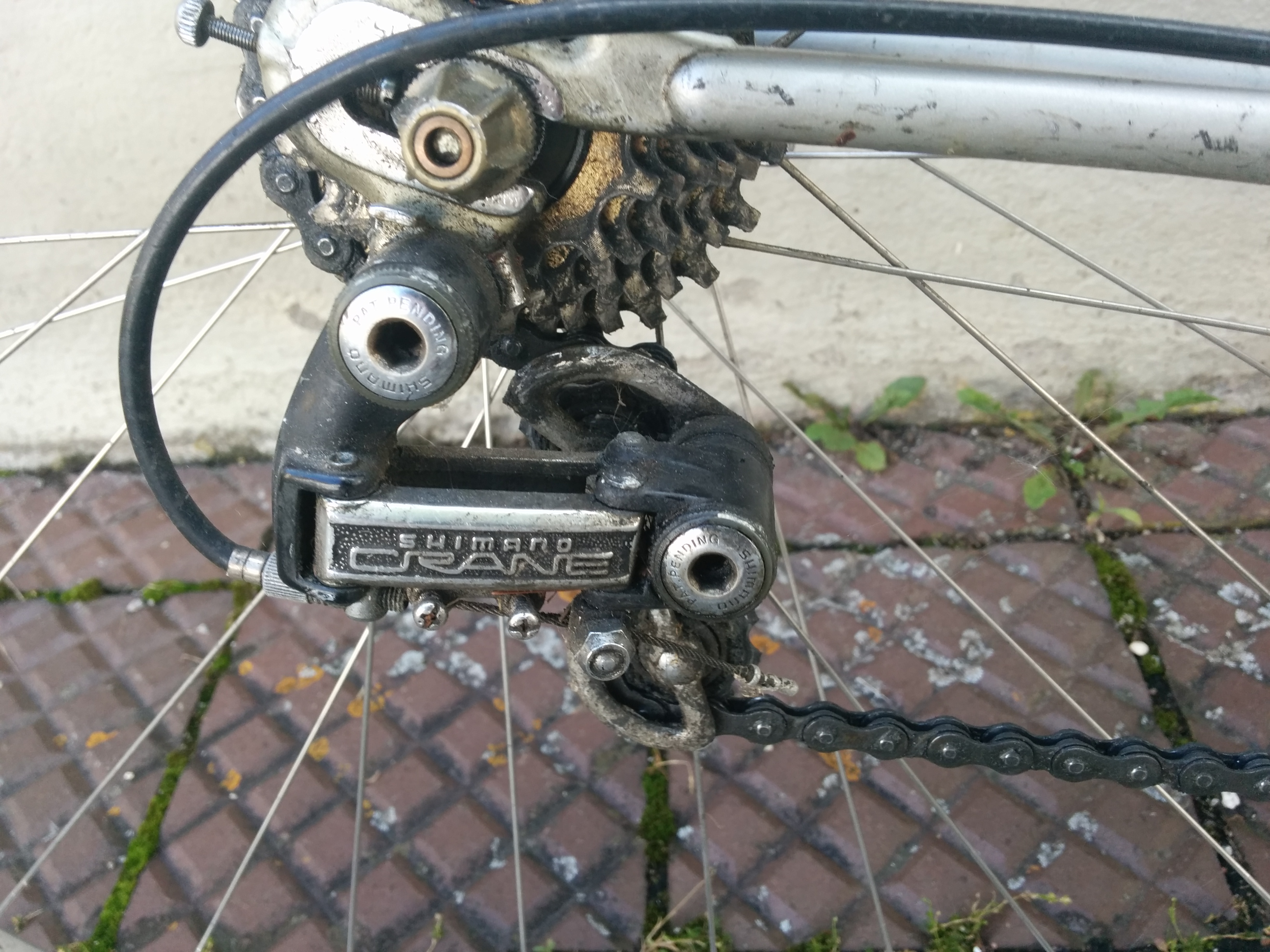
Dura-Ace-Schaltwerk der ersten Generation mit „Crane“-Beschriftung

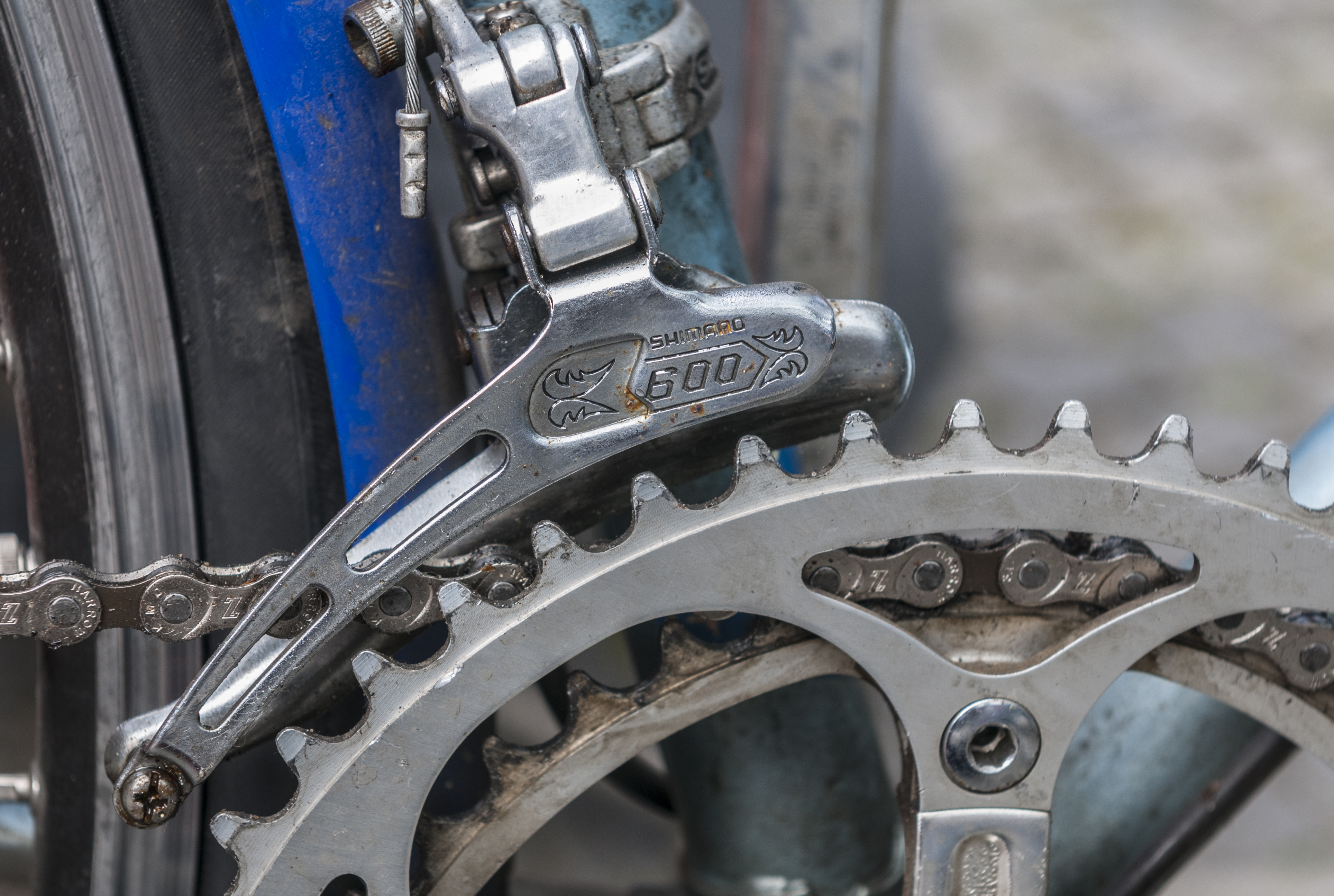
Umwerfer Shimano 600, 1980

Für Rennräder bietet Shimano verschiedene Baugruppenserien an, die sich qualitativ und preislich unterscheiden (Stand Februar 2021):
- Dura-Ace, früher Crane, ist die qualitativ hochwertigste Gruppe, die mit elektronisch betätigter Schaltung als Dura-Ace Di2 und wahlweise hydraulischen Scheibenbremsen angeboten wird. Von ihr gibt es auch Komponenten für den Bahnradsport.
- Ultegra, früher 600 und 600 EX, ist preislich günstiger und etwas schwerer als die Dura-Ace, sie ist ebenfalls mit elektronischer Schaltung und Scheibenbremsen erhältlich.
- GRX als Gravelgruppe in drei Qualitätsstufen gibt es in den Ausführungen GRX Di2 mit elektronischer, als GRX 800 (angesiedelt bei Ultegra) und 600 (105er-Niveau) mit mechanischer 11-Gang-Schaltung und als GRX 400 mit 10-fach-Antrieb (entspricht Tiagra-Standard) hinten, und jeweils wahlweise ein oder zwei Kettenblättern.
- 105, Komponenten, die preislich unterhalb der Ultegra-Gruppe liegen und etwas schwerer sind. Bei Überarbeitungen werden oft die technischen Änderungen der höherwertigen Gruppen übernommen. Sie ist ebenfalls mit elektronischer Di2-Schaltung und Scheibenbremsen erhältlich. Sie ist aktuell (04/2024) die einzige 12-fach-Rennradgruppe, die auch mit mechanischer Schaltbetätigung verfügbar ist.
- Tiagra, früher RX 100, wird mit 10-fach-Schaltwerken und als eine der wenigen Rennradgruppen auch mit einer Dreifach-Kurbelgarnitur angeboten.
- Sora, früher RSX, Claris und Tourney A070 als preisgünstigste Gruppen haben mechanische Bremsen und Schaltungen, 7 bis 9 Ritzel und Zwei- oder Dreifach-Kurbelgarnituren.

Inzwischen nicht mehr erhältliche Gruppen:
- Santé
- Ultegra SL
- 600 ax
- 2200/2300
- Exage 500 EX
- Exage 400 EX
- Exage 300 EX
- Tourney A050

### Baugruppenserien für Mountain-, Cross- und Trekkingräder

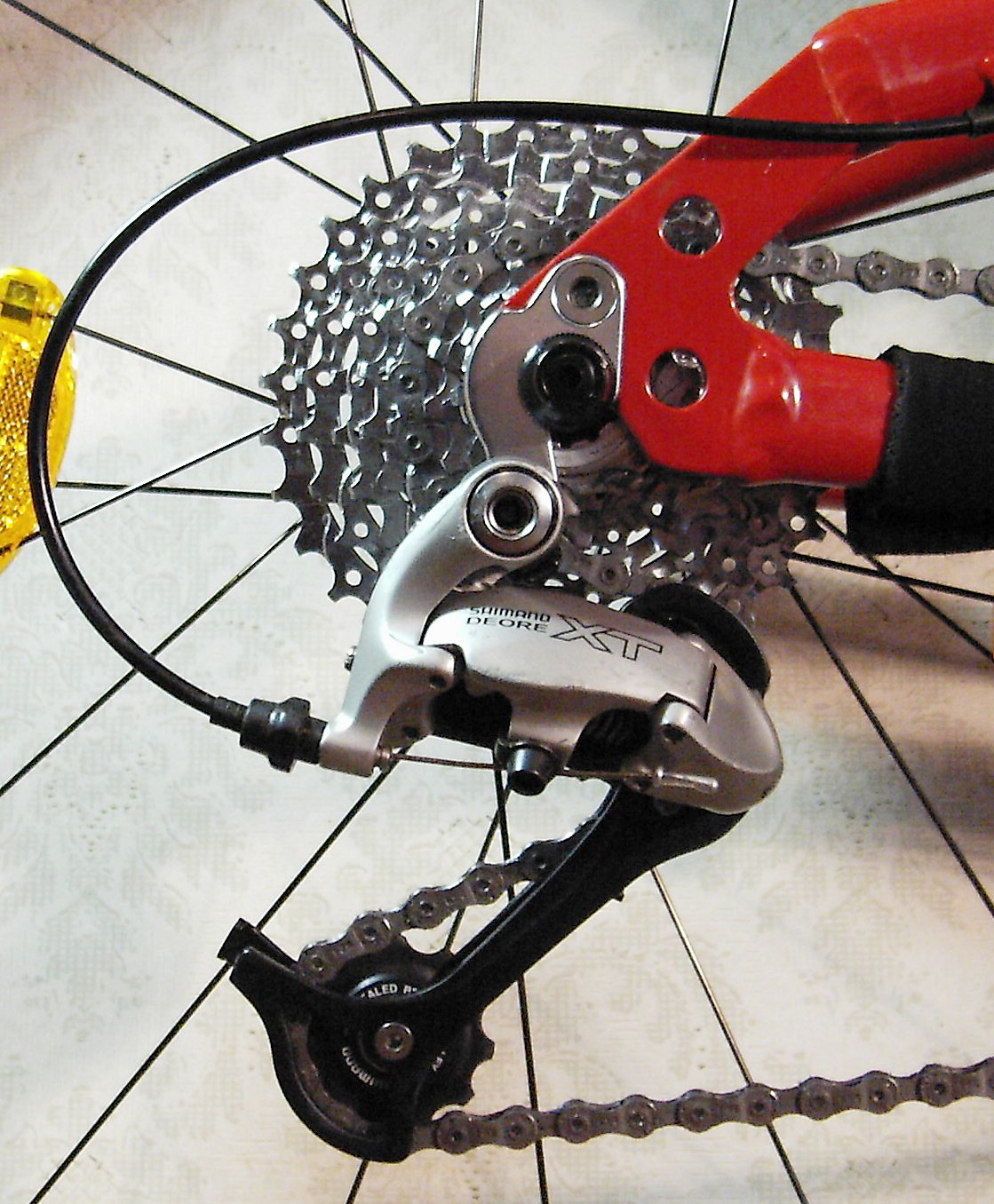
Deore-XT-Schaltwerk

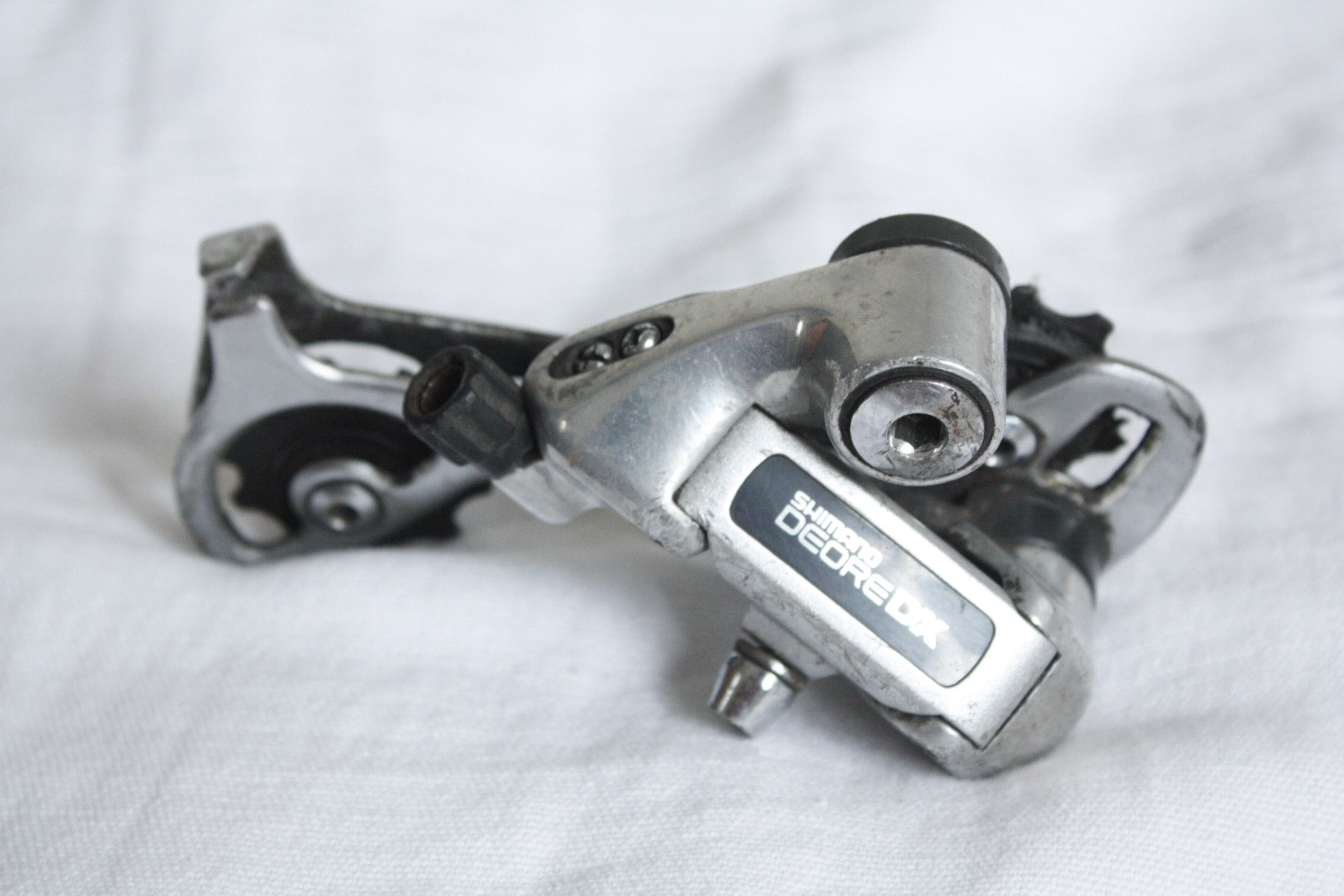
Shimano Schaltwerk Deore DX

Für Mountainbikes und Trekkingräder sind folgende Gruppen erhältlich (in qualitativ/preislich absteigender Reihenfolge):
- XTR Di2 (seit Modelljahr 2014; elektrisch betätigte Schaltung)
- XTR (seit Modelljahr 2014 mit M9000-1/-2/-3x11-Gang, seit Modelljahr 2019 auch mit 12 Gängen)
- Deore XT (seit Modelljahr 2015 1/2/3x11-Gang)
- Deore XT DI2 (seit Modelljahr 2016; elektrisch betätigte Schaltung)
- Deore DX (nicht mehr erhältlich; Nachfolger der Deore II)
- Deore SLX (seit Juli 2008 Nachfolger der LX (bei MTB) sowie der Hone (3x10-Gang, ab Modelljahr 2012/13 auch 2x10))
- Deore LX (nicht mehr erhältlich für MTB (jetzt bei Trekking-Rädern angesiedelt); Nachfolger der Mountain LX)
- Deore (Nachfolger der STX RC)
- STX RC (nicht mehr erhältlich; Nachfolger der Exage 500 LX bzw. Mountain)
- STX (nicht mehr erhältlich; Nachfolger der Exage 400 LX bzw. Trail)
- Alivio
- Acera
- Altus

- Tourney (auch TX genannt)
- Cues (seit 2024; ist universell auf verschiedenen Fahrradtypen einsetzbar)[10]

Shimano u. a. als Sponsor beim Mountainbike-Weltcup in Schladming

### Baugruppenserien für Freeride-, Downhill- und BMX-Bikes
- Airlines (Luftdruckschaltung für Downhill, nur 1000 Stück gebaut; nicht mehr erhältlich)
- Saint (Extrem-Freeride)
- SLX (Nachfolger der Hone)
- ZEE (Downhill-Einsteigergruppe)
- Hone (Freeride; nicht mehr erhältlich)
- DXR (BMX)

### Baugruppenserien für Stadt- und Tourenfahrräder
Für Stadt- und Tourenräder sind zusätzlich folgende Gruppen erhältlich:
- METREA[11]
- Nexave
  - C810 (Nachfolgegruppe der C910 mit Stromversorgung über den Nabendynamo)
  - C910 (Komponentengruppe mit elektronisch geschalteter Kettenschaltung und Dämpfungsregelung)
  - C500
  - C530 INTEGO (halb Kettenschaltung, halb Nabenschaltung)
  - T400
  - T300
  - C201
  - C101

- Nexus
  - Alfine (Komponentengruppe mit Achtgang- resp. Elfgang-Getriebenabe)
  - Cyber Nexus (Komponentengruppe mit elektronisch geschalteter Achtgangnabe und Dämpfungsregelung)
  - Inter-8 premium (Achtgang-Getriebenabe (mit roter Linie am Gehäuse): bessere Lagerung als Inter-8)
  - Inter-8 (Achtgang-Getriebenabe)
  - Inter-7 (Siebengang-Getriebenabe)
  - Inter-5 (Fünfgang-Gebtriebenabe) (Speziell für Pedelecs) (Seit Nov. 2018)
  - Inter-4 (Viergang-Getriebenabe) (in der Japan-Version mit elektronischer oder mechanischer Wegfahrsperre)
  - Inter-3 (Dreigang-Getriebenabe)
  - Auto-D (automatisch geschaltete Viergang-Nabe, abgelöst von der Inter-3D)
  - Inter-L (Nabendynamos)
  - Inter-M (Rollenbremsen)
- Capreo (speziell für Falträder entwickelt, erlaubt 9er- und 10er-Ritzel um den kleineren Rädern der Falträder Rechnung zu tragen)
- STEPS (elektronischer Fahrrad-Antrieb)

### Klickpedalsysteme
- SPD (Trekking/MTB/Rennrad)
- SPD-SL (Rennrad)
- SPD-R (Ehemaliges Rennradsystem, bis ca. 2005)